# Windell Middlebrooks
Windell Dwain Middlebrooks jr. (Fort Worth, 8 januari 1979 – Los Angeles, 9 maart 2015) was een Amerikaans acteur.

## Biografie
Middlebrooks doorliep college in theaterwetenschap en communicatiewetenschap aan de Sterling College in Sterling (Kansas), hierna studeerde hij in 2004 af  met een master of fine arts in acteren aan de Universiteit van Californië in Irvine (Californië). Op 9 maart 2015 stierf hij aan de gevolgen van een longembolie. 
Middlebrooks begon in 2005 met acteren in de televisieserie Weekends at the DL, waarna hij nog meerdere rollen speelde in televisieseries en films. Hij is vooral bekend van zijn rol als Curtis Brumfield in de televisieserie Body of Proof waar hij in 42 afleveringen speelde (2011-2013).

## Filmografie

### Films
- 2015: Road Hard - als Reggie
- 2009: Miss March – als uitsmijter
- 2009: Ace in the Hole – als Don Braxton

### Televisieseries
Uitgezonderd eenmalige gastrollen.
- 2011-2013: Body of Proof – als Curtis Brumfield – 42 afl.
- 2010: It's Always Sunny in Philadelphia – als Nick – 2 afl.
- 2008-2010: The Suite Life on Deck – als Kirby Morris – 10 afl.
- 2009-2010: Scrubs – als kapitein Duncook – 6 afl.